# Djan Madruga
Djan Madruga (n. 7 decembrie 1958, Rio de Janeiro, Districtul Federal⁠(d), Brazilia) este un înotător brazilian, medaliat olimpic. A participat la 3 ediții ale Jocurilor Olimpice (1976, 1980, 1984) în care a câștigat o medalie de bronz.